# سكارليت نيكسس
سكارليت نيكسس (منمقة : SCARLET NEXUS باليابانية :スカーレットネクサス تُنطق باليابانية : سُكاريتو نيكُسيسزو و تعني بالعربية : الفرقة القرمزية أو حرفياً : بفرقة سكارليت ) هو سلسلة أنمي يابانية مستند في الأصل علي لعبة فيديو تحمل نفس الاسم . من إنتاج أستديو Sunrise وتم عرضه لأول مرة علي التلفاز في 1 يوليو 2021.

## القصة
تدور أحداث القصة في المستقبل القريب وواقع بديل حيث تطور البشرية التكنولوجيا وتشكل المجتمع بُناءً على المواد الموجودة في أدمغة الإنسان. كما تمنح هذه المواد الإنسان قوى خارقة تفوق القدرات الحسية. تقوم قوة الحذف الآخريين (OSF) بتجنيد الأعضاء ذوي القدرات الخارقة لحماية البشرية من الآخرين ، والطفرات الطائشة المُنحدرة من حزام الانقراض.  للقضاء على هذا العدو الجديد، يتم تشكيل قوة قمع “الآخرين”. “يويتو”، تم انقاذه من قبل فريق النخبة هذا عندما كان طفلاً، والأن هو يقاوم التدريب لينضم للفريق. في جهة أخرى، تم اكتشاف قدرات “كاساني” المعجزة. لكن أحلامها تخبرها بأشياء غريبة، لتجر الاثنين إلى مصير لا مفر منه.